# Disturbo di regolazione
I disturbi di regolazione riguardano le difficoltà nella regolazione dei processi fisiologici, affettivi, attentivi, motori e sensoriali e nell'organizzazione degli stati di coscienza.

## Forme principali
Si presentano in sei forme principali:
- ipersensitivo: il bambino è iperreattivo alle esperienze sensoriali quotidiane. Presenta uno dei seguenti sintomi: si arrabbia facilmente e si calma con fatica; si sveglia di notte e si riaddormenta solo in braccio alla madre; di fronte a situazioni nuove corre in braccio alla madre; evita ambienti e situazioni nuove; a scuola evita il gruppo e ricerca una relazione duale con l'insegnante;
- iporeattivo: può essere iper- o iporeattivo agli stimoli sensoriali, ha difficoltà motorie e nei processi uditivi e verbali, presenta almeno uno dei seguenti sintomi: deficit di attenzione e concentrazione; è molto ritirato ma non rifiuta i tentativi di avvicinamento;
- attivo/aggressivo: presenta deficit attentivi, di pianificazione motoria e di motricità fine; tende a correre o strisciare su cose o persone urlando; presenta almeno uno dei seguenti sintomi: eccessiva attività; atteggiamenti aggressivi distruttivi; difficoltà di inibire l'eccitazione;
- disturbo misto: è un mix dei precedenti disturbi. Presenta deficit di elaborazione motoria, uditiva, verbale, visuo-spaziale, sensoriale, percettivo-motoria;
- disturbi del sonno: unico sintomo è la difficoltà ad addormentarsi o svegliarsi legato a più generali difficoltà nell'affrontare i momenti di transizione;
- disturbi dell'alimentazione: unico sintomo è il non acquisire i giusti ritmi di alimentazione. può essere accompagnato da successivi deficit motori e risposte sensoriali abnormi. Anche in questo caso è legato a difficoltà ad affrontare i momenti di transizione.